# Девственницы из ада
"Девственницы из ада" (“Virgins from Hell”) — это индонезийский эксплуатационный боевик 1987 года, снятый режиссёром Акил Анвари. Фильм принадлежит к жанру экшн-кино с элементами женского тюремного фильма и характеризуется сочетанием насилия, драмы и сенсационных сюжетных линий.

## Сюжет
История фильма разворачивается вокруг двух молодых женщин, Риты и Мэнди, которые стремятся отомстить за убийство своих родителей. Родители главных героинь погибли от рук наркобарона Мистера Джонни, контролирующего подпольный мир наркотиков и насилия. Чтобы разрушить его империю, Рита и Мэнди создают банду байкеров, известных как "Девственницы из ада".
Однако их план идёт не так, как задумывалось. Женщины попадают в плен к Джонни и оказываются в жестоком тюремном лагере, где подвергаются унижениям, насилию и пыткам. Несмотря на это, героини не теряют надежды и продолжают бороться за свободу и справедливость, готовя побег и решающую битву с врагами.

## Основные темы
Фильм исследует темы:
1. Месть — центральный мотив, двигающий сюжет вперёд.
2. Сила женской солидарности — женщины объединяются, чтобы противостоять насилию и угнетению.
3. Борьба против тирании — героини сражаются с несправедливостью, представленной в лице наркобарона.

## Актёрский состав
- Рита Зулкарнайн — в роли Риты.
- Мэнди Бартон — в роли Мэнди.
- Джонни Хаман — в роли Мистера Джонни.
- Второстепенные персонажи представлены байкерами, заключёнными и приспешниками антагониста.

## Особенности
"Девственницы из ада" — это яркий пример индонезийского эксплуатационного кино 1980-х годов. Фильм привлекает внимание:
1. Эстетикой B-movie — низкий бюджет, прямолинейный сюжет и сенсационность.
2. Сцены экшена — перестрелки, драки и байкерские гонки.
3. Преувеличенная драматизация — характерная черта жанра.

## Влияние и наследие
Фильм стал культовым среди поклонников эксплуатационного кино благодаря своей дерзости и уникальной атмосфере. Несмотря на скромный бюджет и ограниченные технические возможности, он запомнился зрителям своей яркостью и динамикой. "Девственницы из ада" часто упоминается в контексте жанрового кино Юго-Восточной Азии.

## Критика
Мнения критиков разделились:
- Положительные аспекты — харизматичные героини, смелость в выборе тематики, яркий экшн.
- Критика — слабый сценарий, стереотипные персонажи, чрезмерная эксплуатация насилия и сексуальности.